# 不來梅 (緬因州)
不來梅（英語：Bremen）是一個位於美國緬因州林肯縣的鎮。

## 人口
根據2020年美國人口普查的數據，不來梅的面積為72.16平方千米，當中陸地面積為42.66平方千米，而水域面積為29.50平方千米。當地共有人口823人，而人口密度為每平方千米11.4人。